# Cosmethis bougainvillicola
Cosmethis bougainvillicola là một loài bướm đêm trong họ Geometridae.